# Walter Lenox

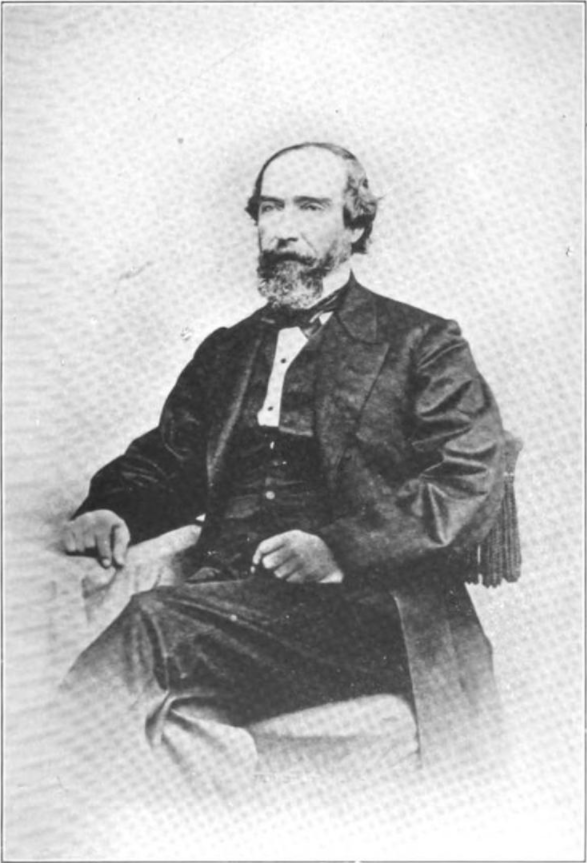
Walter Lenox

Walter Lenox (* 17. August 1817 in Washington, D.C.; † 16. Juli 1874 ebenda) war ein US-amerikanischer Politiker. Zwischen 1850 und 1852 war er Bürgermeister der Stadt Washington.

## Werdegang
Nach einem Jurastudium an der Yale University und seiner 1837 erfolgten Zulassung als Rechtsanwalt begann Walter Lenox Anfang der 1840er Jahre in Washington in diesem Beruf zu arbeiten. Politisch schloss er sich der Whig Party an. Zwischen 1843 und 1849 saß er im Stadtrat, dessen Vorsitz er während seiner letzten Amtszeit innehatte. Im Jahr 1850 wurde Lenox mit einem Vorsprung von 32 Wählerstimmen gegen den früheren Bürgermeister Roger C. Weightman zum neuen Stadtoberhaupt und Nachfolger von William Winston Seaton gewählt. Dieses Amt bekleidete er zwischen dem 10. Juni 1850 und dem 14. Juni 1852. Erwähnenswert ist, dass bis 1871 der Bürgermeister von Washington nicht den gesamten District of Columbia verwaltete. Die damals selbständige Stadt Georgetown stellte bis 1871 ihren eigenen Bürgermeister.
Im Jahr 1852 unterlag Lenox bei den Bürgermeisterwahlen dem Demokraten John Walker Maury. Während des Bürgerkrieges verließ er Washington und schloss sich dem Heer der Konföderation an. Dabei bekleidete er in der konföderierten Hauptstadt Richmond eine Verwaltungsstelle. Im Jahr 1863 kehrte er nach Washington zurück, um den Nachlass einer verstorbenen Schwester zu regeln. Dort warb er öffentlich für die Sache der Konföderation. Warnungen schlug er aus und so wurde er als Südstaatenagent verhaftet und im Fort McHenry inhaftiert. Dort verblieb er bis zum Ende des Krieges im Jahr 1865. Die Gefangenschaft untergrub seine Gesundheit. An den Spätfolgen dieser Haft ist Walter Lenox am 16. Juli 1874 verstorben.